# Státní znak Německé demokratické republiky

Státní znak NDR

Státní znak Německé demokratické republiky byl ve své poslední podobě přijat dne 1. října 1959.

## Popis
Znak byl tvořen kruhovým červeným polem se žlutým kladivem a kružítkem. Kolem kruhu byl věnec zlatých žitných klasů, obtočených stuhou v německých národních barvách (černá-červená-žlutá). Kladivo symbolizuje dělníky, kružítko inteligenci a pšeničné klasy rolníky. Tato verze státní znaku byla přijata 1. října 1959. Na předchozích verzích bylo nejdříve pouze kladivo a věnec obilných klasů, později bylo přidáno kružítko a stuha. V letech 1959–1990 byl znak rovněž umístěn na státní vlajce. Po sjednocení Německa 3. října 1990 tento znak zanikl.

## Vývoj znaku
|  | První verze státního znaku 1950–1953            |
|  | Druhá verze státního znaku 1953–1959            |
|  | Třetí (poslední) verze státního znaku 1959–1990 |